# Тензорний скетч
Тензорний скетч (англ. tensor sketch) — метод зменшення розмірності, що використовується у статистиці, машинному навчанні та алгоритмах обробки великих даних. Він особливо ефективний стосовно векторів з тензорною структурою. Тензорний скетч може бути використаний для прискорення білінійного поєднання в нейронних мережах і застосовується у багатьох алгоритмах чисельної лінійної алгебри.

## Історія
Термін тензорний скетч (ескіз) був придуманий у 2013 році й описаний як метод того ж року Расмусом Пегом.
Спочатку відповідний метод спирався на використання швидкого перетворення Фур'є, щоб зробити швидку згортку.
Пізніші науково-дослідні роботи узагальнили його до значно більшого класу методів зменшення розмірності за допомогою випадкових тензорних проєкцій.

## Тензорні проєкції
В основі одного з ефективних варіантів тензорного скетча лежить використання торцевого добутку матриць, запропонованого Слюсарем В. І. в 1996 р. (англ. face-splitting product).
Торцевий добуток двох матриць з однаковою кількістю рядків
{\displaystyle \mathbf {C} \in \mathbb {R} ^{3\times 2}} та {\displaystyle \mathbf {D} \in \mathbb {R} ^{3\times 2}} позначається
{\displaystyle \mathbf {C} \bullet \mathbf {D} } і має вид:
{\displaystyle \mathbf {C} \bullet \mathbf {D} =\left[{\begin{array}{c }\mathbf {C} _{1}\otimes \mathbf {D} _{1}\\\hline \mathbf {C} _{2}\otimes \mathbf {D} _{2}\\\hline \mathbf {C} _{3}\otimes \mathbf {D} _{3}\\\end{array}}\right]=\left[{\begin{array}{c c c c c c}\mathbf {C} _{1,1}\mathbf {D} _{1,1}&\mathbf {C} _{1,1}\mathbf {D} _{1,2}&\mathbf {C} _{1,2}\mathbf {D} _{1,1}&\mathbf {C} _{1,2}\mathbf {D} _{1,2}&\mathbf {C} _{1,3}\mathbf {D} _{1,1}&\mathbf {C} _{1,3}\mathbf {D} _{1,2}\\\mathbf {C} _{2,1}\mathbf {D} _{2,1}&\mathbf {C} _{2,1}\mathbf {D} _{2,2}&\mathbf {C} _{2,2}\mathbf {D} _{2,1}&\mathbf {C} _{2,2}\mathbf {D} _{2,2}&\mathbf {C} _{2,3}\mathbf {D} _{2,1}&\mathbf {C} _{2,3}\mathbf {D} _{2,2}\\\mathbf {C} _{3,1}\mathbf {D} _{3,1}&\mathbf {C} _{3,1}\mathbf {D} _{3,2}&\mathbf {C} _{3,2}\mathbf {D} _{3,1}&\mathbf {C} _{3,2}\mathbf {D} _{3,2}&\mathbf {C} _{3,3}\mathbf {D} _{3,1}&\mathbf {C} _{3,3}\mathbf {D} _{3,2}\end{array}}\right].}

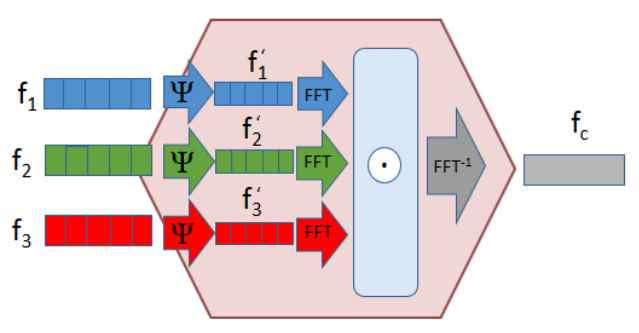
Тензорний скетч може використовуватися для зменшення кількості змінних, необхідних для реалізації білінійного пулінгу в нейронній мережі

Доцільність використання цього добутку полягає у його властивості:
{\displaystyle (\mathbf {C} \bullet \mathbf {D} )(x\otimes y)=\mathbf {C} x\circ \mathbf {D} y=\left[{\begin{array}{c }(\mathbf {C} x)_{1}(\mathbf {D} y)_{1}\\(\mathbf {C} x)_{2}(\mathbf {D} y)_{2}\\\vdots \end{array}}\right],}
де {\displaystyle \circ } — поелементний добуток Адамара.
На цій основі довільний тензорний скетч виду {\displaystyle \mathbf {M} (y\otimes z)} можливо подати як {\displaystyle \mathbf {M'} y\circ \mathbf {M''} z}, де матриці {\displaystyle \mathbf {M'} } та {\displaystyle \mathbf {M''} } мають менший розмір, і {\displaystyle \mathbf {M} =\mathbf {M'} \bullet \mathbf {M''} }.
Оскільки операції матрично-векторних добутків {\displaystyle \mathbf {M'} y} і {\displaystyle \mathbf {M''} z} обчислюються за лінійним часом {\displaystyle kd_{1}} та {\displaystyle kd_{2}} відповідно, перехід до представлення {\displaystyle \mathbf {M'} \bullet \mathbf {M''} } дозволяє виконати множення на вектори тензорної структури набагато швидше, чим формується вихідний вираз {\displaystyle \mathbf {M} (y\otimes z)}, а саме за час {\displaystyle kd=kd_{1}d_{2}}.
Для тензорів більш високого порядку, наприклад, {\displaystyle x=y\otimes z\otimes t}, економія буде ще більш значною.
Подібне перетворення задовольняє лемі Джонсона-Лінденштрауса про малі викривлення вихідних даних великої розмірності.